# René Leibowitz
René Leibowitz, född 17 februari 1913 i Warszawa, död 28 augusti 1972 i Paris, var en fransk tonsättare, dirigent och musikteoretiker.

## Biografi
Leibowitz, som var av polsk börd, hade studerat för Arnold Schönberg och Anton von Webern när han 1925 bosatte sig i Frankrike. Han har som pedagog, dirigent och författare haft stor betydelse för tolvtonsmusikens utbredning och tillämpade strikt dess principer i sina egna verk, från opera till kammarmusik och sånger.